# Aleksej Feofilaktovič Pisemskij
Aleksej Feofilaktovič Pisemskij (in russo Алексей Феофилактович Писемский?; Ramen'e, 22 marzo (11 marzo calendario giuliano) 1821 – San Pietroburgo, 2 febbraio (21 gennaio calendario giuliano) 1881) è stato uno scrittore, drammaturgo e saggista russo.

## Biografia
Pisemskij proveniva da una famiglia di origini nobili, ma indigente.
All'Università statale di Mosca iniziò gli studi di matematica e fisica, tuttavia si risolse ben presto a trovare un'occupazione stabile per potersi dedicare interamente alla letteratura. Collaborò alle riviste Il moscovita e Il contemporaneo (Sovremennik), divenendo in breve uno degli autori più popolari e fecondi della seconda metà dell'Ottocento.
Suo tratto caratteristico fu l'interesse nei confronti dei gravi problemi della società russa contemporanea, che denunciò con sincerità e fermezza nei suoi scritti.
Tra i suoi romanzi e drammi più famosi, di impronta naturalistica e di notevole valore documentaristico, si ricordano: Mille anime, del 1858, fosco ritratto della società russa, che risente dell'influenza di Honoré de Balzac e Nel vortice, del 1871, sull'emancipazione femminile; fra i drammi, Un amaro destino, del 1863, sull'ambiente contadino.
Pisemskij fu considerato, sino all'inizio del 1860, di pari dignità letteraria rispetto agli scrittori russi più famosi del suo secolo, Ivan Turgenev e Fedor Dostoevskij Il suo astro si spense improvvisamente, in seguito alla chiusura – imposta dalla censura zarista – della rivista Sovremennik fondata da Puškin.
Secondo Dmitrij Petrovič Svjatopolk-Mirskij, il grande dono narrativo di Pisemsky e la sua eccezionale capacità di descrizione della realtà fanno di lui uno dei migliori romanzieri russi.

## Opere
- Bojarščina - Il mondo dei boiari, romanzo, 1847
- Il pagliericcio, romanzo, 1850
- Schizzi di vita contadina, romanzo, 1856
- Tysjača duš - Mille anime, romanzo, 1858
- Gor´kaja sud´bina - Un amaro destino, 1859
- Il popolo del vecchio, romanzo, 1860
- Mare agitato, 1863
- Un amaro destino, dramma, 1863
- La distruzione dell'estetica, saggio del 1865
- Uomini degli anni '40, 1869
- V vodovorote - Nel vortice, romanzo, 1871
- Tempi d'illuminismo, dramma storico, 1875
- Un genio della finanza, dramma storico, 1876
- Meščane - Filistei, romanzo, 1877
- I massoni, romanzo, 1880